# Mine de Venetia
La mine de Venetia est une mine à ciel ouvert de diamants située en Afrique du Sud. Sa production a débuté en 1992. Elle est détenue par De Beers,.